# 梁崇義
梁 崇義（りょう すうぎ、生年不詳 - 781年）は、唐代の軍人。山南東道節度使となり、反乱を起こした。本貫は京兆府長安県。

## 経歴
はじめ市場で計量をおこなう仕事をつとめた。膂力にすぐれ、金属製の秤を巻き上げることができた。のちに羽林射生となり、山南東道節度使の来瑱に従って襄州にあった。寡黙で人に好かれ、累進して偏裨となった。来瑱が長安に入朝すると、諸将を安州・鄧州に分遣して、崇義は鄧州に駐屯した。宝応2年（763年）1月、来瑱が殺害されると、崇義は鄧州から軍を帰して襄州に入った。同僚の李昭や薛南陽と長の立場を譲り合い、決まらなかった。諸将は崇義を推挙して帥とした。3月、崇義は李昭と薛南陽を殺し、民心を脅しつけると、朝廷により山南東道節度使に任じられた。崇義は田承嗣・李正己・薛嵩・李宝臣と連係し、襄州・漢州など7州の地を領有し、兵士2万を統率した。
建中元年（780年）、淮西節度使の李希烈がしばしば崇義を討つことを請願したので、崇義は恐れて、軍備を整えた。郭昔が崇義が変事を起こそうとしていると言上したので、崇義はこれを聞いて、郭昔の処罰を求めた。徳宗は崇義への信頼を示そうと、郭昔に杖罰を加えて遠方に配流し、金部員外郎の李舟に命じて諭旨を下して崇義を安堵させようとした。かつて劉文喜が難に遭ったとき、李舟が入城して利害を説き、劉文喜が李舟を拘束したところ、部下が劉文喜を殺して降伏したという例があった。四方の藩鎮では李舟は必ず軍に兵乱を起こさせて鎮将を殺すと噂されて憎まれていた。李舟が到着すると、崇義の入朝を勧めたので、崇義は喜ばなかった。建中2年（781年）春、唐の朝廷から5人の使者が諸道の宣諭のために派遣されると、李舟は再び荊州・襄州にやってきた。崇義は変事を恐れて、州境で李舟を阻んで入れなかった。
徳宗は崇義に信頼を示すため、同中書門下平章事を加えたが、崇義はますます疑い恐れて泣き出し、詔命を受けなかった。このため徳宗は四方の兵を召集して、李希烈に崇義を攻撃させた。崇義は兵を発して荊州を攻め、黔中や嶺南に通じようとしたが、大敗して帰り、襄州や鄧州に駐屯した。李希烈の先発隊1000人あまりが臨漢を守っていたため、崇義はこれを全滅させた。李希烈が大軍を率いて漢水に沿って遡ってくると、崇義は部将の翟暉や杜少誠を派遣して蛮水で迎撃させたが、李希烈に敗れた。また涑口で李希烈に敗れた。翟暉と杜少誠は李希烈に降り、希烈は兵を率いて襄州に攻め入らせた。崇義は自ら兵を率いて籠城しようとしたが、襄州を守る兵が争って脱出しようとするのを、止めることができなかった。この年8月、崇義はその妻とともに井戸に身を投げて死に、その首級は長安に届けられた。その親族は李希烈に皆殺しにされた。また臨漢の戦いに従軍した者3000人は、全員斬られた。

## 伝記資料
- 『旧唐書』巻121 列伝第71
- 『新唐書』巻224上 列伝第149上